# Зерна (река)
Зерна — река в России, протекает по Чердынскому району Пермского края. Устье реки находится в 183 км от устья Пильвы по правому берегу. Длина реки составляет 40 км.
Исток реки в 18 км к северо-западу от деревни Пильва. Река течёт в восточном, северном и северо-восточном направлении по лесному массиву. В среднем течении на правом берегу — деревня Зерна. Приток — Ласковая (левый). Ширина реки у устья — 13 метров.

## Данные водного реестра
По данным государственного водного реестра России относится к Камскому бассейновому округу, водохозяйственный участок реки — Кама от истока до водомерного поста у села Бондюг, речной подбассейн реки — бассейны притоков Камы до впадения Белой. Речной бассейн реки — Кама.
Код объекта в государственном водном реестре — 10010100112111100003628.